# Micrometro (unità di misura)
Il micromètro (pronuncia: [mikroˈmεtro]; simbolo: µm) è un'unità di misura derivata del Sistema Internazionale. Corrisponde a un milionesimo di metro (cioè un millesimo di millimetro):
1 µm = 1×10−6 m.
In passato era usata la dizione mìcron (simbolo: µ), il cui uso è oggi vivamente sconsigliato nel SI. È da notare che la parola micron in inglese viene talvolta erroneamente utilizzata per indicare il milionesimo di pollice (1 micrometro = 39,37 milionesimi di pollice), quindi bisognerebbe sempre distinguere tra µm (micrometro) e  µin (milionesimo di pollice).
Un micrometro equivale a 1 000 nanometri (nm) e a 1 000 000 picometri.

## Esempi

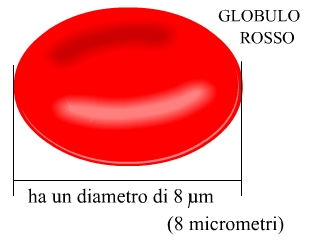
Il diametro di un globulo rosso espresso in micrometri

Per avere un'idea dell'ordine di grandezza di questa lunghezza, si consideri che il diametro di un globulo rosso è pari a 8 µm, quello di un capello varia tra i 65 e i 78 µm, mentre l'ovulo umano ha un diametro di circa 150 µm.
Le PM10 sono polveri di dimensioni inferiori a 10 µm (10 000 nm).
Il micrometro è un'unità di misura utilizzata di frequente in elettronica. Le tecnologie di fabbricazione dei circuiti integrati (e quindi anche dei microprocessori), infatti, si misurano in micrometri anche se, con il progresso tecnologico, ci si sta velocemente avvicinando a scale nanometriche: si è passati da 1,5 µm a circa 0,25, mentre le CPU più evolute in commercio utilizzano architetture a 0,005 µm (5 nm, il primo fu Apple A14 presentato nel 2020)  e a 0,007 µm (7 nm, il primo fu Apple A12 presentato nel 2018).
Il micrometro è l'unità di misura più utilizzata per esprimere lo spessore di strati di vernice e prodotti a pellicola. In questi casi è spesso utilizzato il simbolo non convenzionale MY in luogo di µm.
Nella laminazione del foglio di alluminio, lo spessore minimo che si raggiunge è di 6,3 µm, che viene utilizzato per la costruzione di alcune confezioni Tetra Pak, nella realizzazione di contenitori per latte, vino in brick, eccetera.
Un altro esempio di pellicola di alluminio è quella a spessore 12 µm utilizzato per la realizzazione della pellicola d'alluminio di uso domestico.